# گریگور آقابابیان
گریگور گارگینی آقابابیان (ارمنی: Գրիգոր Գարեգինի Աղաբաբյան؛  زادهٔ ۱۲ ژوئن ۱۹۱۱ - درگذشته ۹ اکتبر ۱۹۷۷) معمار اهل ارمنستان بود.

## زندگی‌نامه
وی در ۲۵ ژوئن [سبک قدیمی: ۱۲ ژوئن] ۱۸۶۹در آلکساندراپول به دنیا آمد و از دانشگاه پلی‌تکنیک ارمنستان (۱۹۳۷) فارغ‌التحصیل گشت. همچنین برندهٔ جوایزی همچون نشان پرچم سرخ کار، چهره هنری شایسته ارمنستان شوروی، معمار شایسته ارمنستان شوروی و نشان برجسته افتخار شده است. وی در ۹ اکتبر ۱۹۷۷ در ۶۶ سن سالگی در گوریس درگذشت.

## نگارخانه

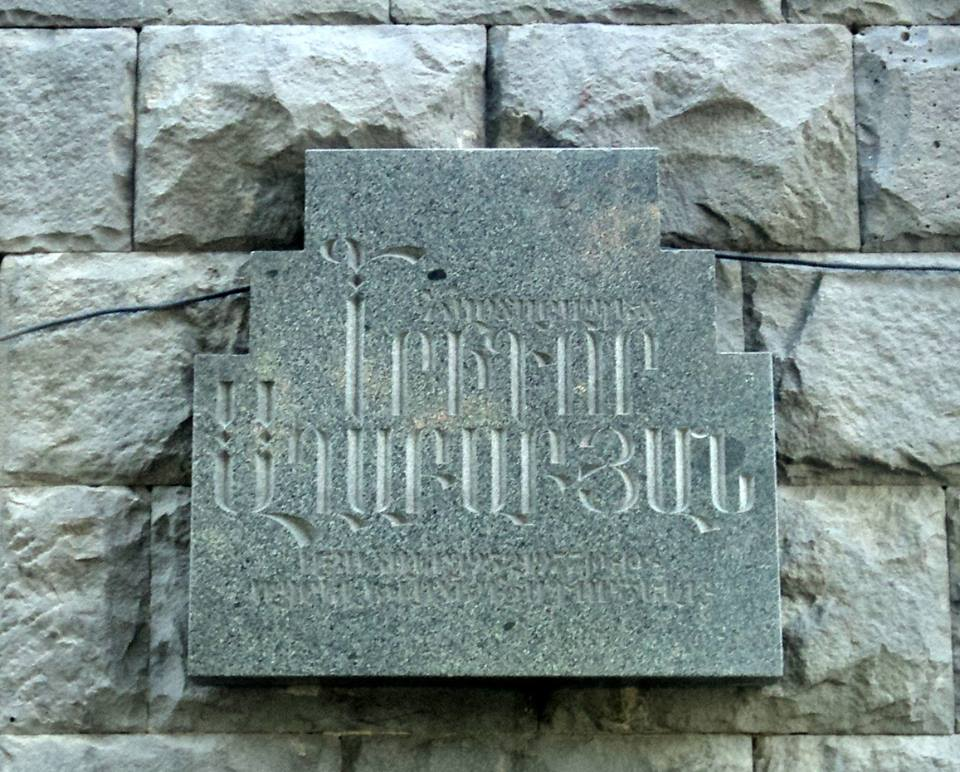
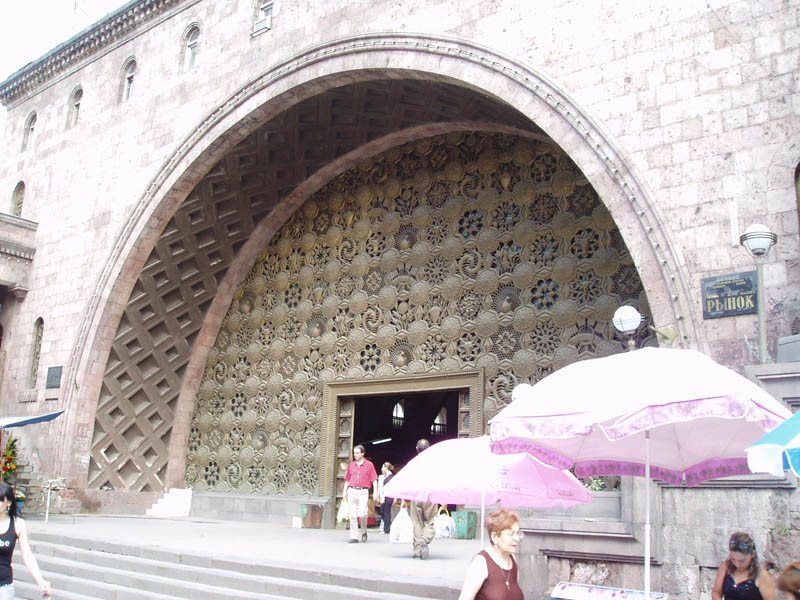
ایوان بازار سرپوشیده مرکزی
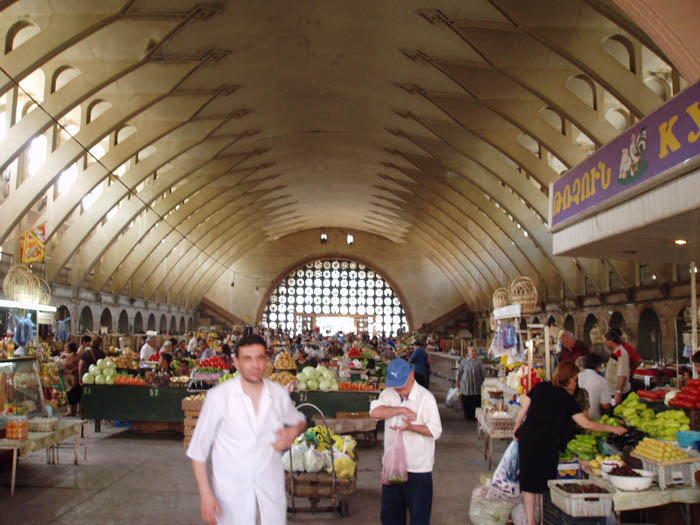
بازار سرپوشیده مرکزی (نمای داخلی)
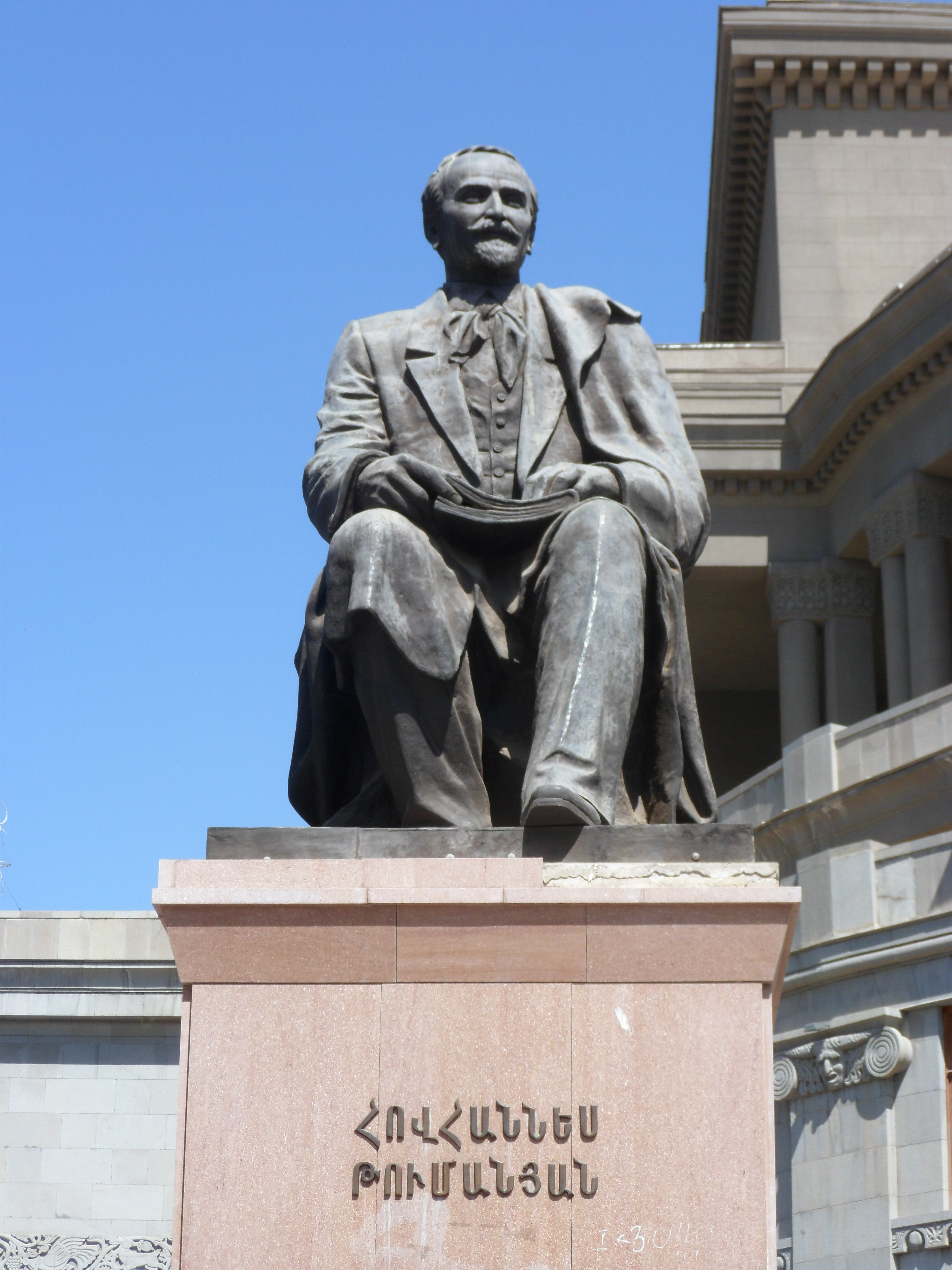
مجسمه یادبود هوهانس تومانیان (نمای نزدیک)
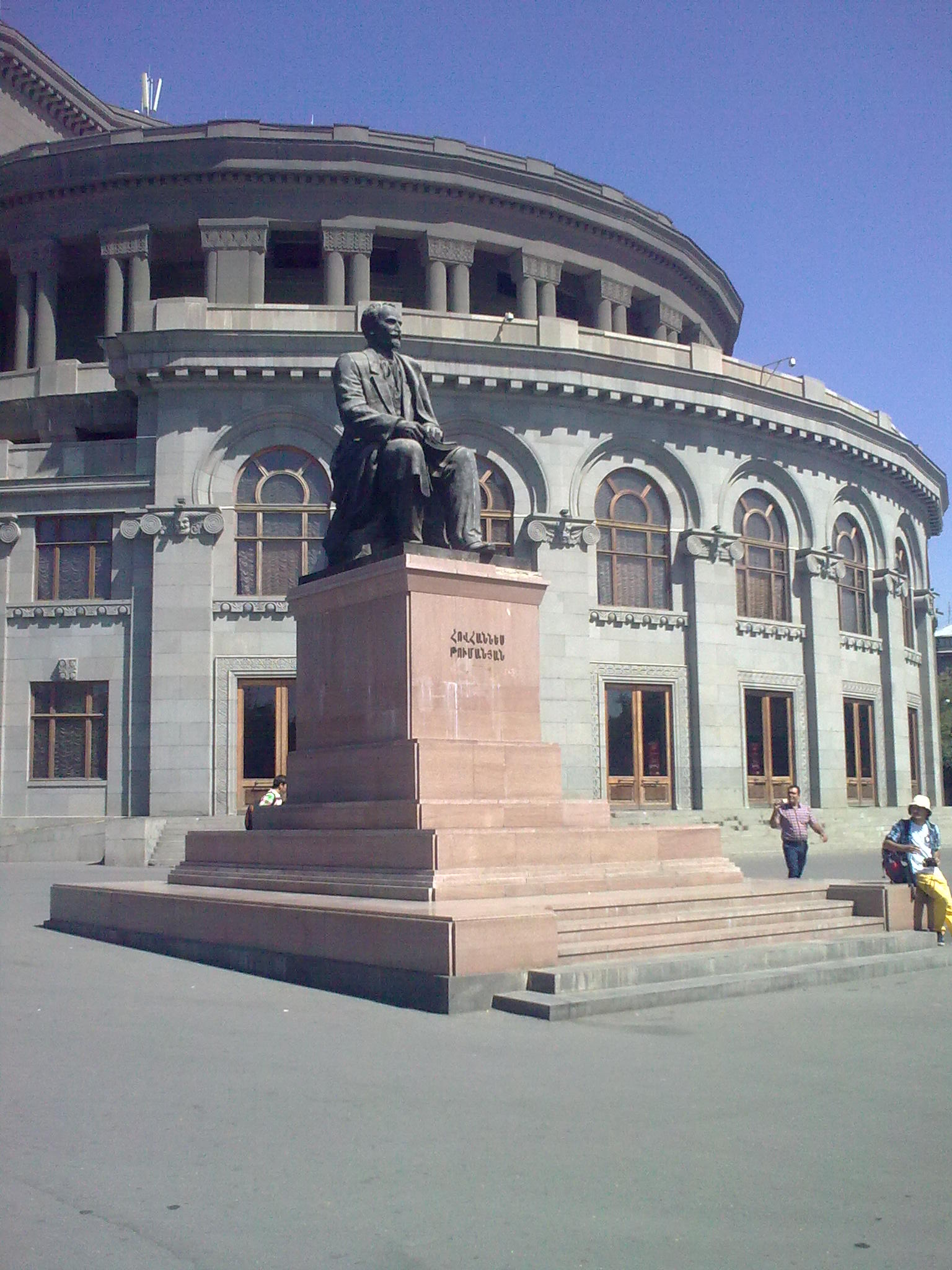
مجسمه یادبود هوهانس تومانیان
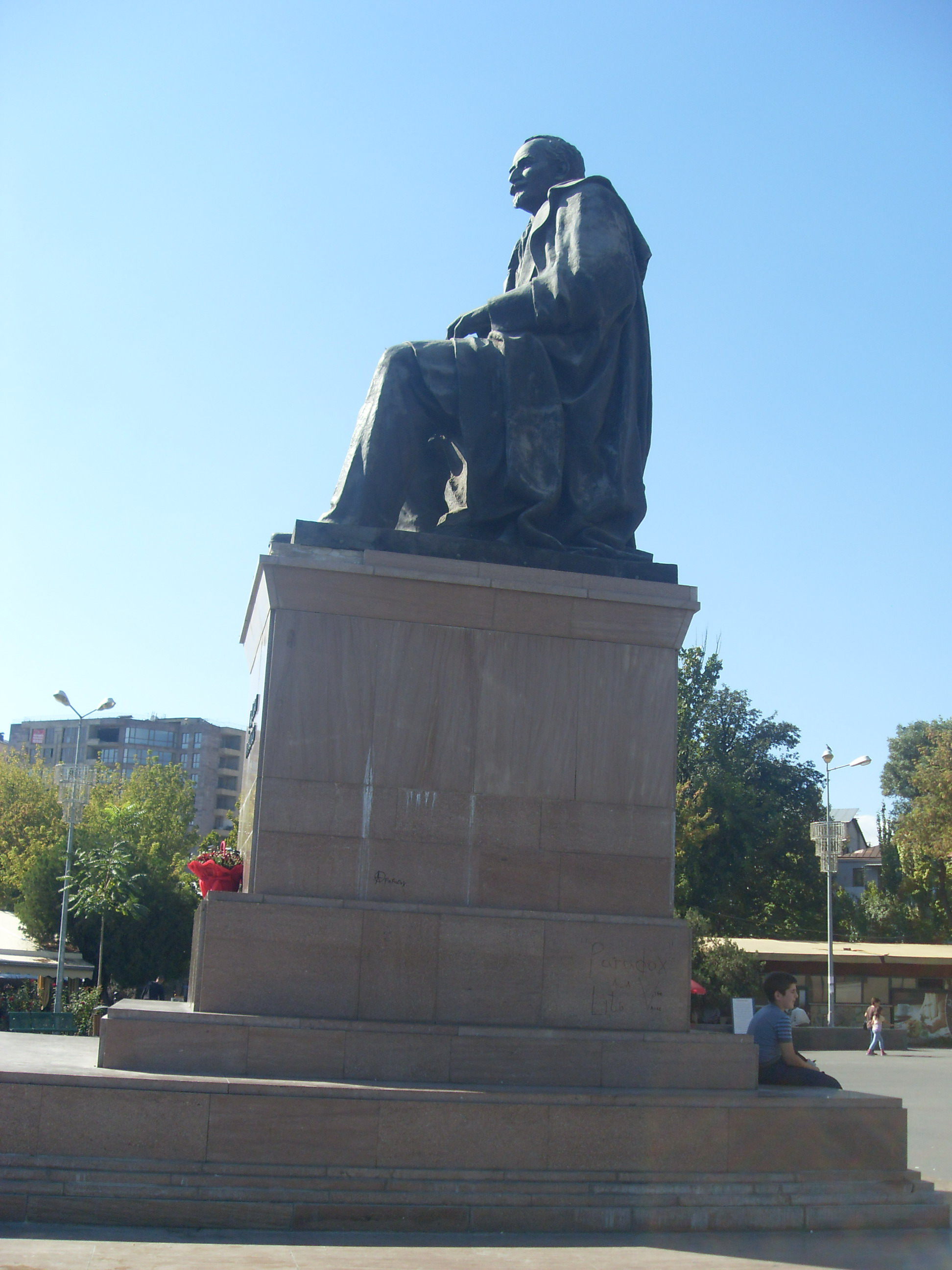
مجسمه یادبود هوهانس تومانیان (نمای کناری).